# El teniente Gustl
El teniente Gustl (en alemán: Lieutenant Gustl) es una novela de Arthur Schnitzler. Fue publicada por primera vez en 1900 en el suplemento navideño de la Neue Freie Presse en Viena, y luego en 1901 por S. Fischer Verlag (Berlín) con ilustraciones de Moritz Coschell.
El texto está diseñado casi en su totalidad como un monólogo interior, que fue reconocido como una novedad en la historia literaria de la lengua alemana, y representa los miedos, obsesiones y neurosis de un joven teniente del ejército imperial y real desde la perspectiva interior del protagonista.

## Argumento
Después de un concierto nocturno, al que asiste aburrimiéndose, Gustl discute en el guardarropa de la sala de conciertos con Habetswallner, un maestro panadero que ya conocía. Habetswallner intenta sacar el sable de Gustl de la vaina y amenaza con romperlo. Gustl es además insultado como un "niño estúpido". Gustl no puede superar la desgracia de haber sido insultado por una persona socialmente inferior. Obligado por el código del honor militar, decide suicidarse a las siete de la mañana del día siguiente, independientemente de que su oponente haga público el incidente o no.
De camino a casa, Gustl cruza el Prater de Viena. El aroma de las primeras flores de primavera lo hace vacilar en su decisión de suicidarse. La conciencia de tener que decir adiós a todas estas cosas hermosas despierta en él un nuevo entusiasmo por la vida. El recuerdo de su familia, en especial de su madre y su hermana, así como de varias amantes actuales y pasadas le sumerge en una profunda tristeza, que en vano intenta amotiguar afirmando que como oficial austríaco está obligado a suicidarse.
Se queda dormido en un banco del parque y solo se despierta temprano en la mañana. Antes de regresar a casa, donde pretende matarse con su revólver, visita su café favorito. El camarero Rudolf le comunica que la persona que lo insultó, murió inesperadamente de un derrame cerebral durante la noche. Aliviado sin medida, Gustl felizmente se distancia de sus planes suicidas y se entrega a la contemplación de las próximas actividades, ya que se batirá en duelo en la tarde del mismo día: el texto termina con un pensamiento sobre su oponente:

Dich hau' ich zu Krenfleisch!
¡Te voy a hacer pedazos!

## Interpretación
El teniente Gustl es un excelente ejemplo de la técnica narrativa del monólogo interior ininterrumpido. El escenario de la acción es exclusivamente la mente del protagonista. El narrador no pone el acento en ciertos aspectos de la trama, sino que el lector tiene que evaluar los pensamientos de Gustl por sí mismo.
Gustl obtiene su autoestima solo por el hecho de que usa un uniforme. Lamenta no haber participado en la guerra y desprecia a los no militares, como lo demuestra su trato rudo al panadero. Cuando esta autoridad es sacudida, Gustl parece mantenerse fiel a sus estándares de honor. Pero tan pronto como se entera de la muerte de Habetswallner, inmediatamente olvida su intención. Así es el concepto de honor de los militares, que son descritos como huecos y santurrones. La fachada desmoronada de la autoimagen militar también muestra que algunos civiles de clase media pueden sin peligro faltarle el respeto a un teniente joven y descarado.
Muchos de los pensamientos de Gustl giran en torno a las mujeres con las que ha tenido aventuras. Está convencido de que ser extremadamente atractivo para ellas, pero siempre rechazó las relaciones a largo plazo porque estas chicas ("personas") no eran socialmente aceptables. Al mismo tiempo, el teniente representa un grosero antisemitismo tanto en la vida civil como en el ejército. Un punto de referencia es el caso Dreyfus, que se desarrollaba en Francia al mismo tiempo.
Alrededor del cambio de siglo, el ejército en Austria-Hungría mantenía un Código de Honor que mostraba características típicas de la época: hasta 1911, cada oficial todavía estaba obligado a cumplir con una solicitud de duelo. Con su novela, Schnitzler golpeó el punto débil de este código de honor, porque solo los aristócratas, los militares y los académicos eran "capaces de satisfacción", es decir, de rendir cuentas con el arma. Gustl, que se siente amenazado por un simple panadero, no puede defender ni recuperar su honor mediante un duelo, por lo que cree que solo podrá recuperar la dignidad perdida suicidándose. Gustl representa la voluntad de vivir sin arrepentimiento que se ve obligada por conveniencia a elegir la muerte, al menos hasta que una disolución inesperada, dictada por el azar, lo devuelva a la vida.

## Origen
En Zur Physiologie des Schaffens (Sobre la fisiología de la creación), Schnitzler presentó el desarrollo de manera sistemática:

Ein Einfall war da, die Gestalt tritt hinzu, die dazu dient, den Einfall zu illustrieren, und der Einfall tritt im Laufe der Überlegung, eventuell erst im Laufe der Arbeit hinter der Gestalt zurück. („Leutnant Gustl“)
Una idea estaba allí, aparece la figura que sirve para ilustrar la idea, y la idea se aleja detrás de la figura en el curso de la reflexión, posiblemente sólo en el curso del trabajo.
Arthur Schnitzler

Nombra esta ocurrencia en otro texto, Leutnant Gustl – Äußere Schicksale, que fue publicado del legado:

Geschrieben im Sommer 1900. Reichenau, Kurhaus. Zum Teil nach einer tatsächlich vorgefallen Geschichte, die einem Bekannten von Felix Salten passiert ist, einem Herrn Lasky (?), im Foyer des Musikvereinssaals.
Escrito en el verano de 1900. Reichenau, Kurhaus. En parte después de una historia que le sucedió a un amigo de Felix Salten, un Sr. Lasky (?), en el vestíbulo de la sala del círculo de música.
Arthur Schnitzler

## Efecto
Como una acusación abierta al militarismo y la imagen social del oficial imperial, la historia fue duramente criticada poco después de su publicación, especialmente por parte de los militares. Se entendió como un ataque al honor inviolable del ejército imperial y real y, por tanto, a uno de los fundamentos de la monarquía dual. Dadas las características del autor y del editor, indirectamente echó leña al fuego de la agitación antisemita. El autor judío y la "Judenpresse", encabezada por Moriz Benedikt, jefe de la Neue Freie Presse, fueron identificados y tildados de enemigos del Estado. Schnitzler, él mismo un médico sénior y teniente en la reserva, fue considerado un sinvergüenza y, en consecuencia, un tribunal de honor lo destituyó del rango de oficial; a partir de entonces solo se le consideró un soldado ordinario. La Neue Freie Presse intentó limitar los daños y elogió las "cualidades sobresalientes del cuerpo de oficiales austriacos" en un editorial. Schnitzler escribió una breve versión paródica del texto en un momento que no se puede determinar con mayor precisión: Leutnant Gustl. Parodia, en la que satíricamente se burló del antisemitismo de los críticos.

## Relevancia histórica
En su monografía sobre Schnitzler, Hartmut Scheible fundamenta la peculiaridad histórico-literaria y el logro de la narración con la presentación crítica de la unidad de la vida mental y social posibilitada por la técnica de la expansión narrativa  del monólogo interior: Schnitzler, quien introdujo esta técnica en la literatura alemana, la llevó en El teniente Gustl a la cima: "Tres docenas de páginas son suficientes para crear una imagen asombrosamente completa de [...] Austria [...]". 

## Adaptaciones
La novela de Schnitzler fue filmada en 1962, protagonizada por Peter Weck, Hans Moser como el maestro panadero Johann Habetswallner y Christiane Hörbiger .

## Ediciones en alemán
- Arthur Schnitzler: Lieutenant Gustl. Text und Kommentar, Herausgegeben und kommentiert von Ursula Renner (= Suhrkamp BasisBibliothek, Band 33), 2., verbesserte Auflage, Suhrkamp, Frankfurt am Main 2010, ISBN 978-3-518-18833-0.
- Arthur Schnitzler: Leutnant Gustl. Traumnovelle. Text, Kommentar und Materialien, bearbeitet von Wolfgang Pütz. Oldenbourg, München 2011, ISBN 978-3-637-01299-8.
- Arthur Schnitzler: Lieutenant Gustl, Historisch-kritische Ausgabe; Faksimile-Ausgabe. Herausgegeben von Konstanze Fliedl. de Gruyter, Berlín 2011, ISBN 978-3-11-022758-1.
- Arthur Schnitzler: Lieutenant Gustl. Novelle. Herausgegeben von Konstanze Fliedl. Reclam, Stuttgart 2014, ISBN 978-3-15-018156-0.